# Curling ai XVI Giochi olimpici invernali
Ai XVI Giochi olimpici invernali del 1992 di Albertville (Francia), vennero disputati due tornei di curling, maschile e femminile.
I tornei furono disputati solo a scopo dimostrativo. Le gare si svolsero allo stadio di Pralognan-la-Vanoise.

## Torneo maschile
| Posizione | Nazione     | Atleti                                                                         |
| --------- | ----------- | ------------------------------------------------------------------------------ |
| 1         | Svizzera    | Urs Dick Jürg Dick Robert Hürlimann Thomas Klay Peter Däppen                   |
| 2         | Norvegia    | Tormod Andreassen Stig-Arne Gunnestad Flemming Davanger Kjell Berg Pål Trulsen |
| 3         | Stati Uniti | Tim Somerville Mike Strum Bud Somerville Bill Strum Bob Nichols                |

## Torneo femminile
| Posizione | Nazione  | Atlete                                                                     |
| --------- | -------- | -------------------------------------------------------------------------- |
| 1         | Germania | Andrea Schöpp Stephanie Mayr Monika Wagner Sabine Huth Christiane Scheibel |
| 2         | Norvegia | Dordi Nordby Hanne Pettersen Mette Halvorsen Anne Jøtun Marianne Aspelin   |
| 3         | Canada   | Julie Sutton Jodie Sutton Melissa Soligo Karri Wilms Elaine Dagg-Jackson   |